# Stare Chrapowo
Stare Chrapowo (nazwa przejściowa – Grabów, Grabina, Grpa) – wieś w Polsce, położona w województwie zachodniopomorskim, w powiecie pyrzyckim, w gminie Bielice.
W latach 1975–1998 miejscowość administracyjnie należała do województwa szczecińskiego.

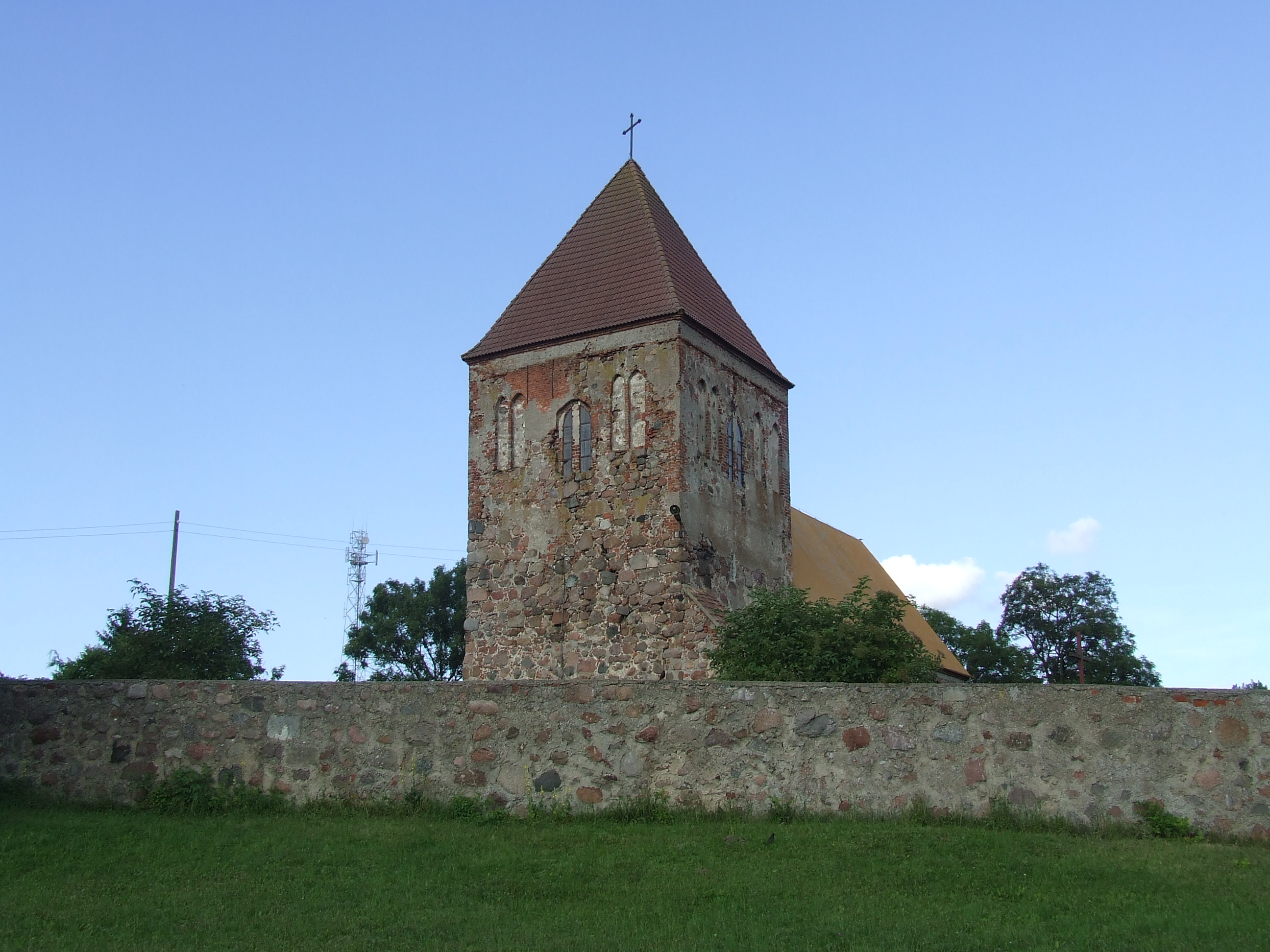
Kościół pw. Podwyższenia Krzyża Świętego w Starym Chrapowie

## Historia
1212 r. – 1242 r. – Crapoue,
1240 r. – Crapowe,
1302 r. – antiqua Grapow,
1504 r. – olden (Stare) Grape,
do 1945 r. – Alt-Grape
Nazwa pochodzi prawdopodobnie od grabów i buków, zatem stosowniejsza byłaby forma Grabowo.
Na polach w XIX w. znaleziono kurhany, a inne znaleziska z epoki kamiennej w ośmiu miejscach.
W 1877 r. w bagnie odkryto wyroby z epoki brązu, a w 1880 r. przy drodze do Czarnowa odkryto kamienny bruk z urnami. Znaleziono też liczne inne przedmioty prehistoryczne.
Wieś wzmiankowana jest od 1212 do 1302 r. jako Stara, co oznacza, że w bliźniaczym Nowym Chrapowie osiedli już koloniści na prawie niemieckim.
Ze wsi pochodziła rodzina rycerska Grapowów. Dietrich de Grabowe (tyle co "z Chrapowa, Grabowa") w 1260 r. wystąpił wśród świadków czynności, książęcego wójta z Pyrzyc. Mikołaj Grope sam był w 1292 r. książęcym wójtem krajowym, pyrzyckim.
Bracia Otto i Henning Grapowie w 1319 r. otrzymali od księcia Ottona I 3 łany w Rzepnowie, a w 1321 r. wraz z bratem Dietrichem nadali pyrzyckim zakonnicom prawo patronatu nad kościołem w Swochowie, przy czym świadkami byli ich kuzyni Herman i Henning.
Ta wielka podpyrzycka rodzina miała lenna w Swochowie i Rzepinie, ale głównie w Starym Chrapowie. Książę Otto I w 1302 r. przekazał 4 łany, dotąd ołtarza św. Katarzyny, na potrzeby ołtarza św. Jana Apostoła w kościele NMP w Gryfinie. Była to fundacja duchownego Jana de Fonte i Konrada Sarkosa, którą w 1303 r. tenże Otto I zwolnił od ciężarów 4 łany, trzymane przez Gerharda i Katarzynę "z Nowego Targu" (tj. Starego Czarnowa), mieszczan szczecińskich, gdyż stanowiły uposażenie ołtarza św. Katarzyny w kościele NMP w Szczecinie.
W 1314 r. wieś wraz z kościołem parafialnym nadano temuż kościołowi, z tym jednak, że 4 łany miał kapelan książęcy Jan Polak (Polonus), proboszcz w Bielicach.
W 1333 r. notariusz księcia Ottona zapisał kościołowi NMP w Szczecinie swe dochody w Starym Chrapowie w postaci 4 łanów (a więc to dochody Jana Polaka) i 6 półkorców żyta w młynie.
W następnych wiekach dochody ze wsi czerpali kanonicy kościoła kolegiackiego NMP w Szczecinie.
W 1546 r. wśród chłopów stwierdzamy nazwiska pomorskie: Kolitzke, Kolczke, Kruse.
W 1628 r. było tu 40,5 łanów chłopskich, 6 zagrodniczych, kuźnia, tkacz, karczma.
W 1856 r. na 3164 morgach gospodarowali: sołtys, 15 chłopów, 6 komorników, pleban, wikary, zakrystian-nauczyciel, kowal, karczmarz, młynarz. Były 54 domy mieszkalne, 77 budynków gospodarskich, dom starców.
W 1939 r. był to majątek dr. Ernesta Koseburga (173,5 ha), a 11 chłopskich gospodarstw liczyło ponad 20 ha, w tym Adolfa Freischmidta aż 98 ha.

## Zabytki
- Kościół średniowieczny z przełomu XV-XVI wieku, zbudowany z kamieni polnych. Szczyt wschodni gotycki. Gruntownie odnowiony w 1769 r. z wieżą z 1752 r., ołtarzem z 1591 r., dzwonami z 1503 r., 1584 r. i 1767 r. Wypalony w 1945 roku, w związku z czym spłonął renesansowy tryptyk z płaskorzeźbą Ostatnia Wieczerza i scenami pasyjnymi. Odbudowany w latach 1977-1986[4][5].
- Mur cmentarny z furtą i dwoma bramkami z XV-XVI wieku. W furcie południowej kropielnica[5].